# عيلة سبع نجوم (مسلسل)
عيلة سبع نجوم  هو مسلسل كوميدي سوري أنتج سنة 1997 يتكون من 27 حلقة وكل حلقة تناقش موضوعا اجتماعيا معيّنا . يحكي قصة أشخاص يعيشون في بيت واحد ويجمعهم الفقر والبساطة بمفارقات كوميدية، المسلسل تأليف ممدوح حمادة و إخراج هشام شربتجي.وهو الجزء الثالث من عيلة خمس نجوم الذي يشهد عودة الفنانة السورية سامية الجزائري.
يعتبر المسلسل بمواسمه الأربعة أول مسلسل عربي من طراز (كوميديا الموقف) أو ما يعرف اختصار بـ (السيت كوم SitCom)، حيث تم تمثيله فقط بالتصوير الداخلي على طريقة (الديكور الواحد) ولم تخرج لقطات الكاميرا من ساحات المنزل وغرفه وممراته الخارجية طوال الأجزاء الأربعة، عيلة سبع نجوم هو استكمالا لشخصيات مسلسل عيلة ستة نجوم بعد إن قام عفيف بالنصب واحتيال جميع املاك العيلة.
جرى تعديل طفيف في مسميات بعض الشخصيات، واستبدال بعض الممثلات كرولا ذيبان بشكران مرتجى ، كاريس بشار بنورمان أسعد.

## الشخصيات
- سامية الجزائري (بوران كرعوبه )
- أيمن رضا (بديع كرعوبه)
- باسم ياخور (شفيق دبول)
- حسام تحسين بيك (أبو طمزة "شوكت المشنشل")
- نورمان أسعد (زهرة)
- شكران مرتجى (غادة كرعوبه)
- هدى شعراوي (أم هاني)
- نزار أبو حجر (ممدوح "أبو جدعان")
- شادي زيدان (عفيف)
- جرجس جبارة (أبو نجيب)
- مصطفى دياب (هاني)
- عصام سليمان (أبو منال)
- نبال الجزائري (منال)
- آمال سعد الدين (حنان) ، في بداية الحلقات جسدت شخصية حنان الممثلة فدوى سليمان لكن لأسباب مرضية لم تستطع استكمال دورها فحلت أمال مكانها.
- أحمد خليفة (أبو تامر زقزق)
- هدى الخطيب  (نجلاء)
- زينة الحلاق (سالي)
- لينا الزعيم (غزالة)
- ماركال اركيليان (ميساء)
- نادين تحسين بيك (لبانة)
- جمال العلي (الطبيب مالك شكّوحي)

## حلقات المسلسل
- الحلقة الأولى: رز بحليب
- الحلقة الثانية: عودة الدكتور عفيف
- الحلقة الثالثة: قصور من رمال
- الحلقة الرابعة: هبوط اضطراري
- الحلقة الخامسة: ألو حول
- الحلقة السادسة: شتاء
- الحلقة السابعة: رجال ونساء
- الحلقة الثامنة: التحقيق
- الحلقة التاسعة: مغارة علي بابا
- الحلقة العاشرة: خارج القائمة
- الحلقة الحادية عشر: سرهم في تنكة زبالة
- الحلقة الثانية عشر: وعكة
- الحلقة الثالثة عشر: طرطيرة
- الحلقة الرابعة عشر: الصحوة المتأخرة
- الحلقة الخامسة عشر: آباء وأمهات
- الحلقة السادسة عشر: حاسة السمع
- الحلقة السابعة عشر: كول وشكور
- الحلقة الثامنة عشر: أقفال ومفاتيح
- الحلقة التاسعة عشر: كله أوتوماتيك
- الحلقة العشرون: دنيا مادامت لأبو زيد
- الحلقة الحادية والعشرون: كل عام وأنتم بخير
- الحلقة الثانية والعشون: ما خدتش العجوز أنا
- الحلقة الثالثة والعشرون: مختار الأغنية
- الحلقة الرابعة والعشرون: الواوي
- الحلقة الخامسة والعشرون: صاحبة الجلالة
- الحلقة السادسة والعشرون: العريضة
- الحلقة السابعة والعشرون: تاء مربوطة

## فريق العمل
- تأليف: د.ممدوح حمادة
- مدير التصوير والإضاءة: هشام المالح
- الديكور: م.أيمن شربتجي
- الموسيقى التصويرية: رضوان نصري
- الإدارة المالية: أحمد وليد نضر\ عبيدة الطويل
- مشرف الصوت: عماد راضي
- مدير الإنتاج: ماهر واوية
- المونتاج والمكساج: خالد دهني
- المخرجة المساعدة: رشا شربتجي
- المخرج المنفذ: فتحي مراد
- التوزيع: سانيلاند فيلم (محمد ياسين)
- إخراج: هشام شربتجي